# Papa's Delicate Condition
Papa's Delicate Condition (Brasil: O Estado Interessante de Papai ) é um filme norte-americano de 1963, do gênero comédia, dirigido por George Marshall e estrelado por Jackie Gleason e Glynis Johns.
Divertida comédia, dominada inteiramente por Jackie Gleason, com roteiro baseado nas memórias de Corinne Griffith. Corinne foi uma estrela do cinema mudo, porém sua tênue voz afastou-a da era sonora. No livro, ela discorre sobre sua infância passada numa cidadezinha do Texas. Escreveu várias obras e quando morreu, em 1973, era uma das mulheres mais ricas dos EUA.
A canção Call Me Irresponsible", de Jimmy Van Heusen]] e Sammy Cahn, interpretada por Jackie Gleason. foi premiada com o Oscar da categoria.

## Sinopse
Apesar de nunca parecer bêbado, o "estado interessante" de Jack Griffith é bem conhecido de sua família. Amberlyn, a esposa, está bastante infeliz com o vício, mas ama Jack assim mesmo. Sua filhinha de seis anos, Corinne, também o adora. Quando vai comprar um pônei para Corinne, Jack acaba adquirindo junto um circo cheio de dívidas. Isso foi demais para Amberlyn, que pega as crianças e vai para a casa dos pais em Texarkana. Jack vai atrás dela, com circo e tudo.

## Principais premiações
| Patrocinador                                  | Prêmio | Categoria              | Situação |
| --------------------------------------------- | ------ | ---------------------- | -------- |
| Academia de Artes e Ciências Cinematográficas | Oscar  | Melhor Canção Original | Vencedor |

## Elenco
| Ator/Atriz       | Personagem           |
| ---------------- | -------------------- |
| Jackie Gleason   | Jack Griffith        |
| Glynis Johns     | Amberlyn Griffith    |
| Charlie Ruggles  | Anthony Ghio         |
| Laurel Goodwin   | Augusta Griffith     |
| Linda Bruhl      | Corinne              |
| Ned Glass        | Sparrow              |
| Murray Hamilton  | Harvey               |
| Elisha Cook, Jr. | Keith                |
| Charles Lane     | Cosgrove             |
| Claude Johnson   | Norman               |
| Trevor Bardette  | Stanley Henderson II |
| Juanita Moore    | Ellie                |